# Episema amasina
Episema amasina là một loài bướm đêm trong họ Noctuidae.